# Cleveland Torso Murderer
Cleveland Torso Murderer (ook bekend als de Mad Butcher of Kingsbury Run) was een ongeïdentificeerde seriemoordenaar die in de jaren 30 van de 20e eeuw toesloeg in de Amerikaanse streek rond Cleveland (Ohio). Het onderzoek naar de moordenaar werd geleid door Eliot Ness.

## Moorden
Officieel werden er 12 moorden toegeschreven aan de "Cleveland Torso Murderer". De moorden vonden plaats tussen 1935 en 1938. Sommige onderzoekers menen dat er wel meer dan 40 moorden werden gepleegd door de onbekende seriemoordenaar. Zij denken dat de moordenaar toesloeg tussen de jaren 20 en de jaren 50. Bovendien denken ze ook dat er moorden uit Pittsburgh en Youngstown gepleegd werden door dezelfde seriemoordenaar. Naast de 12 officiële moorden zijn er twee andere moorden die erg vaak worden toegeschreven aan de "Mad Butcher of Kingsbury Run". De slachtoffers van die twee moorden zijn de Lady of the Lake, een ongeïdentificeerd lijk, en Robert Robertson.
De meeste slachtoffers waren zwervers en konden nooit worden geïdentificeerd, al zijn er wel uitzonderingen. Alle slachtoffers, mannen of vrouwen, behoorden tot een lage sociale klasse. De lagere sociale klassen waren in de jaren 30 talrijk aanwezig in Cleveland, dat in die periode zwaar leed onder de Grote Depressie. De meeste van hen woonden dan ook in de sloppenwijken van Cleveland.
Alle lijken werden onthoofd teruggevonden en soms ook zonder armen en benen. In enkele gevallen werd de torso in twee gesneden of gehakt. In vele gevallen was de onthoofding ook de eigenlijke doodsoorzaak. De meeste mannelijke lichamen werd gecastreerd en er waren ook lichamen die duidelijk chemisch behandeld waren. Veel lijken werden pas lange tijd na de moord teruggevonden. Hierdoor werd een identificatie onmogelijk, zeker als het hoofd niet werd teruggevonden.
Eliot Ness was in Cleveland de Public Safety Director. Hij onderzocht de officiële moorden maar kon de zaken nooit oplossen.

## Slachtoffers
De meeste onderzoekers gaan van 12 slachtoffers uit. Maar recenter bewijs toont aan dat ook de Lady of the Lake een slachtoffer was van de seriemoordenaar. Slechts twee lichamen konden geïdentificeerd worden. De onbekende mannelijke en vrouwelijke lichamen werden respectievelijk John Doe en Jane Doe genoemd.
John Doe I

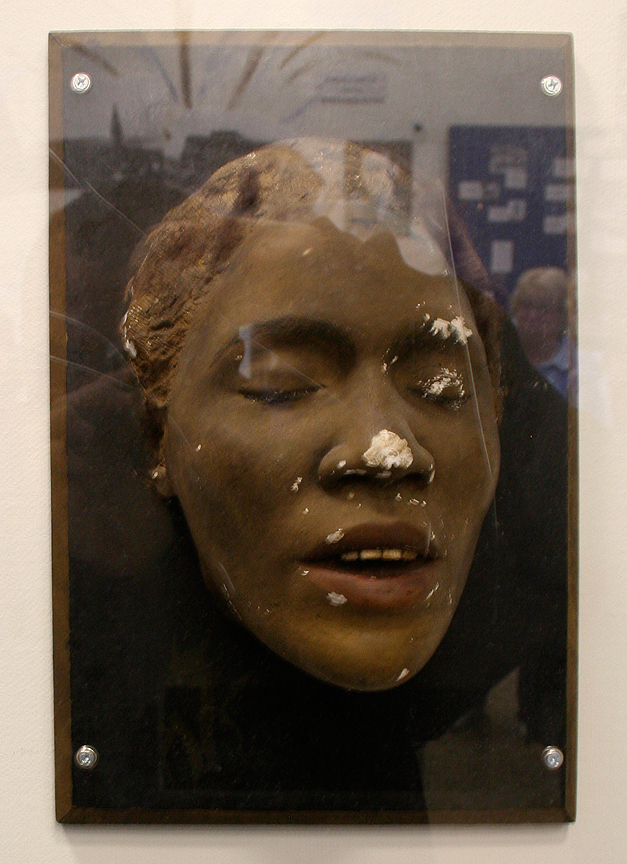
Jane Doe II

Dit was een ongeïdentificeerd lichaam van een man. Het werd op 23 september 1935 teruggevonden in het gebied van de Jackass Hill in Kingsbury Run. Eerst werd gedacht dat de moord maar enkele dagen eerder had plaatsgevonden. Later dacht men dat het enkele weken waren.

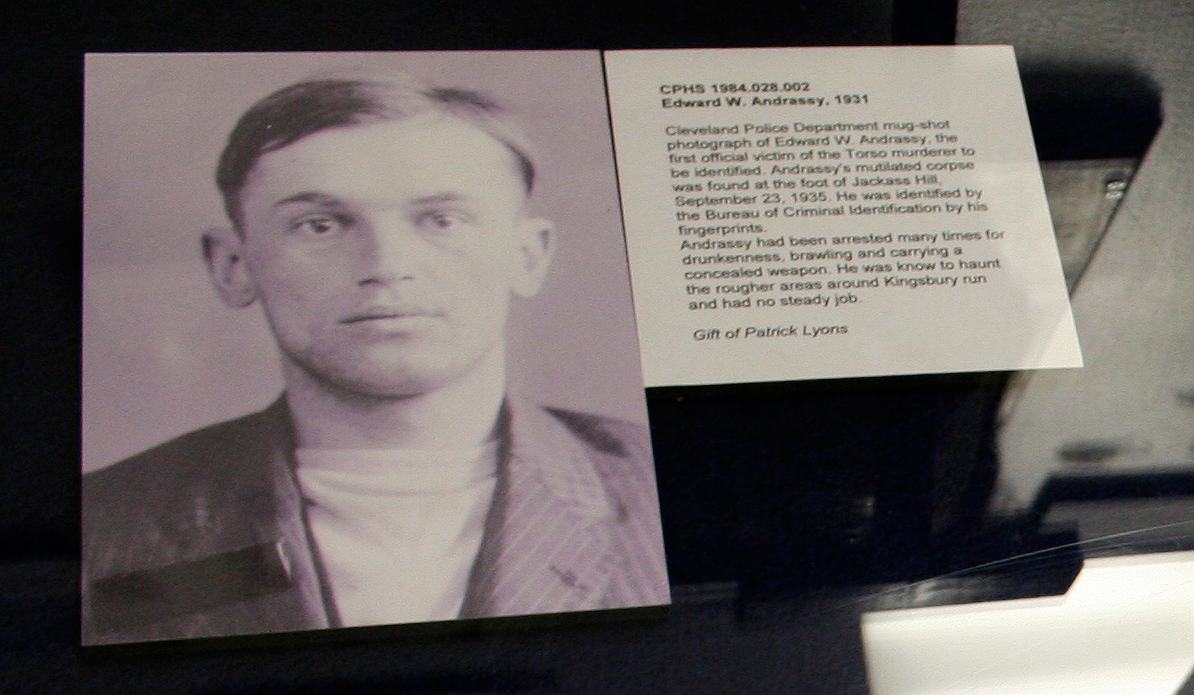
Edward W. Andrassy
Andrassy werd op dezelfde dag gevonden als het eerste lichaam. Hij lag zo'n 9 meter van het eerste lichaam verwijderd. De onderzoekers dachten dat hij nog maar enkele dagen dood was.
Florence Genevieve Polillo

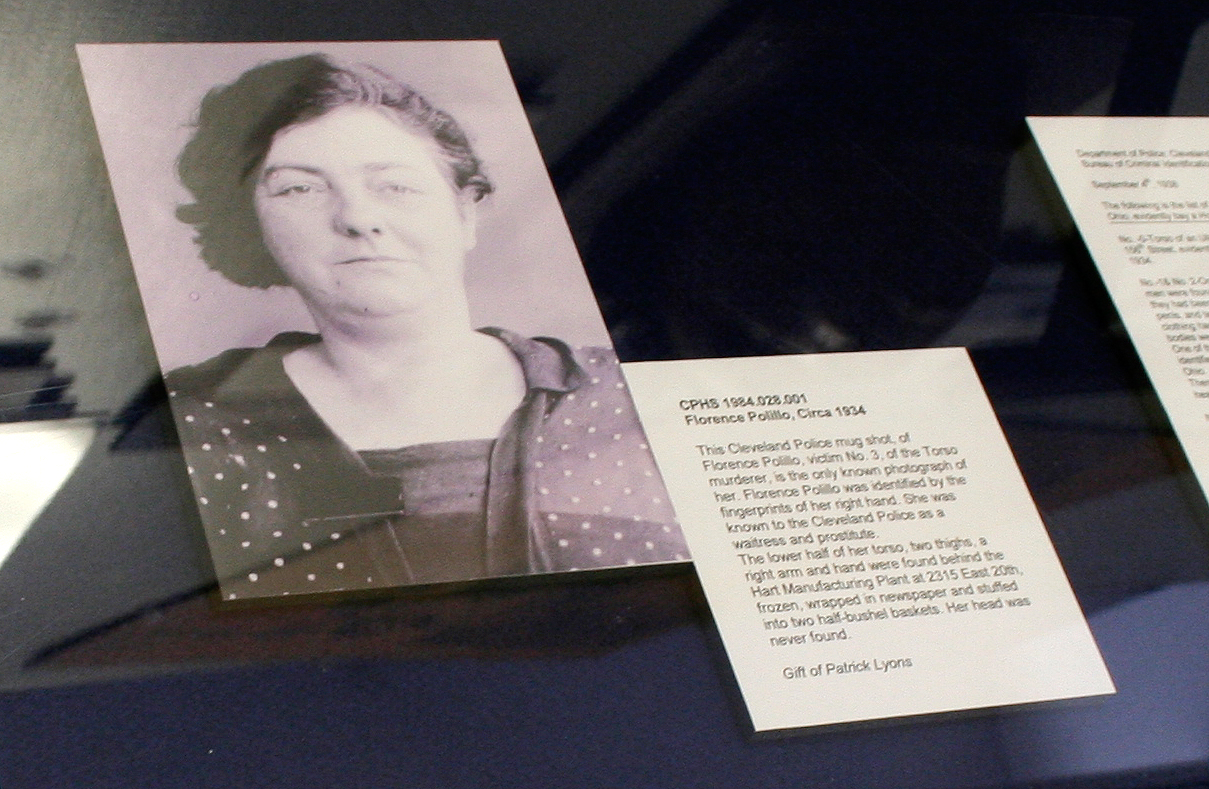
Florence Polillo

Deze vrouw had verscheidene andere namen en werd op 26 januari 1936 achter een zaak in het centrum van Cleveland gevonden. Er wordt aangenomen dat zij al enkele dagen dood was alvorens ze werd gevonden.
John Doe II
Dit was een ongeïdentificeerd lichaam van een man. Hij is ook bekend als de getatoeëerde man. Hij werd op 5 juni 1936 gevonden in Kingsbury Run. Het lichaam had enkele ongebruikelijke tatoeages, zoals de namen Helen and Paul en een tatoeage met de initialen W.C.G.. Zijn onderbroek had een merkteken van een wasserij. Hierdoor kwamen de onderzoekers te weten dat de eigenaar van de onderbroek de initialen J.D. had. De onderzoekers lieten het dodenmasker aan duizenden inwoners van Cleveland zien, maar niemand kon de man herkennen.
John Doe III
Dit was een ongeïdentificeerd lichaam van een man. Het werd op 22 juli 1936 teruggevonden in Brooklyn in het westelijk deel van Cleveland. Dit is het enige lijk dat ten westen van Cleveland werd gevonden.
John Doe IV
Dit was een ongeïdentificeerd lichaam van een man. Het werd op 10 september 1936 teruggevonden in Kingsbury Run. Er wordt aangenomen dat hij slechts twee dagen voordat hij gevonden werd, is vermoord.
Jane Doe I
Dit was een ongeïdentificeerd lichaam van een vrouw. Zij werd op 23 februari 1937 teruggevonden aan het Eriemeer. Later werd op dezelfde plek het lijk van de Lady of the Lake gevonden.
Jane Doe II
Dit was een ongeïdentificeerd lichaam van een vrouw. Waarschijnlijk gaat het hier om Rose Wallace. Ze werd op 6 juni 1937 onder de Lorain-Carnegie-brug teruggevonden. Er wordt geschat dat ze reeds een jaar dood was alvorens ze gevonden werd. Hierdoor bestaat er twijfel over de identiteit, want Rose Wallace was op dat moment nog maar 10 maanden vermist. Een gebitsonderzoek liet uitschijnen dat het wel degelijk Rose Wallace was en ook de zoon van Rose Wallace was ervan overtuigd dat het z'n moeder was. Een definitieve identificatie is er nooit gekomen.
John Doe V
Dit was een ongeïdentificeerd lichaam van een man. Hij werd op 6 juli 1937 teruggevonden in de Cuyahoga-rivier. Hij was nog maar enkele dagen dood.
Jane Doe III
Dit was een ongeïdentificeerd lichaam van een vrouw. Ze werd op 8 april 1938 teruggevonden in de Cuyahoga-rivier. Ze was nog maar enkele dagen dood.
Jane Doe IV
Dit was een ongeïdentificeerd lichaam van een vrouw. Ze werd op 16 augustus 1938 gevonden. Er wordt gedacht ze al enkele maanden dood was.
John Doe VI 
Dit was een ongeïdentificeerd lichaam van een man. Hij werd op 16 augustus 1938 teruggevonden op dezelfde plaats als Jane Doe IV. Er wordt gedacht dat hij al enkele maanden dood was.

### Mogelijke slachtoffers
Verscheidene andere lijken worden aan de Cleveland Torso Murderer gelinkt. Het eerste lichaam is dat van de Lady of the Lake. Zij werd op 5 september 1934 gevonden op dezelfde plaats waar Jane Doe I gevonden werd. Een paar onderzoekers verwijzen naar haar als slachtoffer 1 of als victim zero.
Het onthoofde lichaam van een ongeïdentificeerde man werd op 1 juli 1936 gevonden in New Castle, Pennsylvania. Het lichaam werd gevonden in de goederenwagon van een trein. Op 3 mei 1940 werden nog drie onthoofde lichamen gevonden in goederenwagons. Zij hadden allen dezelfde verwondingen als de officiële slachtoffers van de Cleveland Torso Murderer. Sommige bronnen wijzen op het feit dat er reeds sinds de jaren 20 onthoofde lichamen werden gevonden in dezelfde streek.
Robert Robertson werd op 22 juli 1950 teruggevonden achter een zaak in Cleveland. Hij was tussen zes en acht weken dood alvorens zijn lichaam werd gevonden. Hij werd duidelijk opzettelijk onthoofd.

## Verdachten
Twee personen zijn hoofdverdachten in deze zaak. Maar er bestaan nog verscheidene andere verdachten die ook vaak vermeld worden in het onderzoek.
Frank Dolezal werd op 24 augustus 1939 gearresteerd omdat hij verdacht werd van de moord op Florence Polillo. Hij stierf onder verdachte omstandigheden in de Cuyahoga County-gevangenis. Hij had zes gebroken ribben en andere verwondingen die hij voor z'n arrestatie niet had. Er waren geen harde bewijzen tegen Dolezal, al had hij wel ooit gezegd dat hij haar vermoord had uit zelfverdediging, maar hij zei dat hij geslagen werd totdat hij toegaf. Later toonde bewijs aan dat Dolezal geen zelfmoord pleegde en waarschijnlijk stierf aan de verwondingen die hij had opgelopen na zijn arrestatie.
Dr. Francis E. Sweeney werd door velen als de dader beschouwd. Hij liet zich na de laatste moord in 1938 onder psychologisch toezicht plaatsen. Hij verhuisde van de ene instelling naar de andere en stierf uiteindelijk in 1965. Opmerkelijk is dat Sweeney tijdens de Eerste Wereldoorlog in een medisch team werkte dat zich bezighield met amputaties. Tijdens het onderzoek werd hij onder meer ondervraagd door Eliot Ness. In de ondervraging met Ness, die Sweeney stiekem de bijnaam Gaylord Sundheim gaf, onderging hij twee keer een test met een leugendetector. Beide keren slaagde hij niet voor de test. Leonard Keeler, expert in leugendetectie, liet Ness weten dat Sweeney de dader was. Toch ging Ness niet over tot actie. Hij vermoedde dat hij Sweeney niet kon vervolgen, want daarvoor moest hij toestemming vragen aan de neef van de man, niemand minder dan Ness' grootste politieke tegenstander Martin L. Sweeney. Later lachte Martin L. Sweeney Ness uit omdat hij er niet in slaagde de dader te pakken. De moorden stopten nadat Francis E. Sweeney zich liet opnemen in een instelling.